# 埃利奥多罗·比利亚松
埃利奥多罗·比利亚松·蒙塔诺（西班牙語：Eliodoro Villazón Montaño，1848年1月22日—1939年9月） ，玻利维亚律师、外交官、政治家，曾于1909年至1913年担任玻利维亚总统。

## 人物经历
比利亚松早年在家乡萨卡瓦学习，在完成小学和中学学业后成为律师，曾创办《铁路》报。1871年他参加制宪会议，参与了新宪法的制定。此后，他曾作为科恰班巴省的代表当选为国会众议员，其后，更于1880年至1884年出任玻利维亚财政和工业部长。
比利亚松在1900年、1902年至1903年10月27日两度出任玻利维亚外交部长，任内他于1900年主持了外交部随中央政府由苏克雷迁往拉巴斯的迁移工作，并致力于解决阿克雷战争后玻利维亚与巴西的领土纠纷问题，而玻利维亚也因此被迫签署《彼得罗波利斯条约》，永久割让阿克雷州与巴西。
其后，比利亚松在1904年至1909年出任玻利维亚第一副总统职务，在任内，他致力于同秘鲁解决边境纠纷，维护玻利维亚在马努里皮河的主权。1909年，比利亚松被伊斯梅尔·蒙特斯指定为自由党的总统候选人，在同年举行的总统选举中，比利亚松以92%的选票击败对手维斯卡拉当选为玻利维亚总统，并于当年8月12日正式就职。
比利亚松执政期间，他曾邀请德意志帝国的军事代表团前往玻利维亚，负责协助玻利维亚改组军队。政府亦于1913年修建了科恰班巴至阿拉尼的铁路。在外交方面，玻利维亚外交部长丹尼尔·桑切斯·布斯塔曼特与秘鲁外交代表索伦·波罗签署了《波罗—布斯塔曼特条约》，从而结束了长期以来玻利维亚与秘鲁存在的领土纠纷。
1913年8月14日，比利亚松卸任总统职务，伊斯梅尔·蒙特斯再度出任总统，之后比利亚松成为玻利维亚驻阿根廷特命全权大使。卸任后回到玻利维亚，直到1939年于故乡科恰班巴逝世。玻利维亚紧邻阿根廷国界的比亚松市以他的名字命名。